# Leander Brozović
Leander Brozović (Budimpešta, 2. listopada 1897. – Koprivnica, 31. kolovoza 1962.) 
Spada među zaslužne povjesničare veterine, ali i među najzaslužnije građane grada Koprivnice koji su svojim nesebičnim radom i zalaganjem zadužili svoj grad. Brozović je prvenstveno bio veterinar, a najpoznatiji je kao osnivač i prvi ravnatelj Muzeja grada Koprivnice (od 1951. godine). Uređivao je Zbornik Muzeja grada Koprivnice. No, kao muzealac bavio se i poviješću Podravine, a napose grada Koprivnice. Napisao je knjigu "Građa za povijest Koprivnice" (uredio ju je i objavio Dragutin Feletar 1978. nakon Brozovićeve smrti). Doktorirao je veterinarske znanosti u Zagrebu, a napisao je niz djela iz povijesti hrvatske veterine.